# Sericophanes albomaculatus
Sericophanes albomaculatus är en insektsart som beskrevs av Knight 1930. Sericophanes albomaculatus ingår i släktet Sericophanes och familjen ängsskinnbaggar. Inga underarter finns listade i Catalogue of Life.